# الرابطة البرلمانية 1981–82
الرابطة البرلمانية 1981–82 (بالإنجليزية: 1981–82 Isthmian League)‏ هو موسم من دوري إسثميان، وهو دوري للأندية شبه المحترفة في إنجلترا، فاز فيه Redbridge Forest F.C. ‏.